# قطعنامه ۸۳۳ شورای امنیت
قطعنامه ۸۳۳ شورای امنیت سازمان ملل متحد که در تاریخ ۲۷ مه ۱۹۹۳ تصویب شد، سندی بین‌المللی دربارهٔ عراق-کویت است. این قطعنامه طی نشست ۳۲۲۴ام با ۱۵ رای موافق، ۰ مخالف و ۰ ممتنع تصویب شد.